# Ferne-Landschaft II
Ferne-Landschaft II (ver landschap) is een compositie van de Japanse componist Toshio Hosokawa; het is gecomponeerd voor orkest. Het is geschreven voor het Kioto Symfonieorkest.
In Ferne-Landschaft II en andere werken met deze titel verbeeldt Hosokawa landschappen met muziek. Deel II uit de serie betreft de landschappen rondom Kioto. Hij maakt als het ware een schilderij met muziek. Als basis voor het werk koos hij de Japanse tempelklokken die bij ieder nieuwjaar 108 slagen geven. Deze slagen geven de luisteraar de kans terug te kijken op de gebeurtenissen van het afgelopen jaar (het bekende) en vooruit te kijken naar wat komen zal (het onbekende). De geluiden van de tempelklokken zijn getransformeerd naar het orkest. Dit terug- en vooruitkijken levert een golvend klankbeeld op, crescendo, decrescendo en weer crescendo. Ook in deze compositie speelt men continu, een rust is niet aanwezig, het opbouwen van een zekere spanning of verwachting blijft eveneens achterwege. Net als de klank van de tempelblok sterft het geluid van het orkest langzaam weg.
De première werd verzorgd door het Gunma Symfonieorkest tijdens hun 50-jarig bestaan in 1996. Dirigent was Ken Takaseki.

## Bron en discografie
- Uitgave Kairos. Deutsches Symphonie-Orchester Berlin